# Белозобая птица-кошка
Белозобая птица-кошка (лат. Ailuroedus buccoides) — вид воробьиных птиц из семейства шалашниковых (Ptilonorhynchidae). Подвидов не выделяют.
Обитают в большей части Новой Гвинеи. Длина тела особей этого вида до 25 см — один из самых мелких представителей семейства шалашниковых. Самец белозобой птицы-кошки во время ухаживания за самкой не строит типичных для всего семейства беседок. Вид моногамен, отношения между самцом и самкой длятся несколько лет.
Охранный статус вида — вызывающие наименьшие опасения (LC).

## Описание

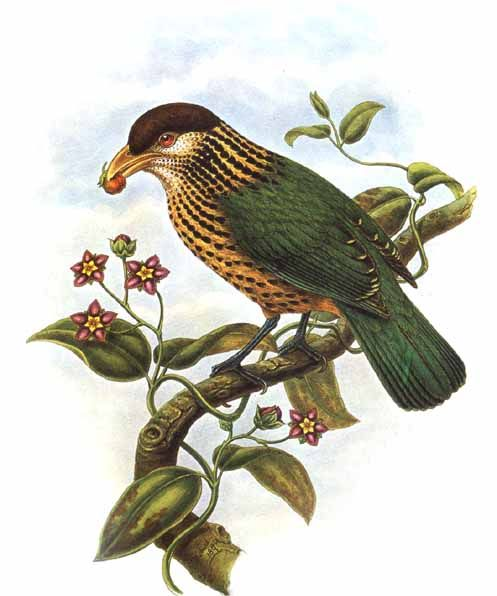
Иллюстрация

Половой диморфизм практически отсутствует.
Длина тела самцов достигает 25 сантиметров, из них от 8,3 до 9,9 см приходится на хвост. Длина клюва до 3,4 см. Самки немного меньше: длина тела до 24 см, хвоста — от 7,8 до 9,4 см, клюва — до 3,2 см. Весят самцы от 110 до 172 г, самки — т 100 до 152 г.
Верхняя часть головы окрашена от красно-коричневого до оливково-коричневого. Нижняя часть головы, область по глазом и верхняя часть горла преимущественно белые. Крылья и верхние кроющие перья хвоста зелёные. Грудь беловато-жёлтая, брюшко жёлто-охристое с частыми чёрными пятнышками. Молодые птицы похожи на взрослых, но имеют более тёмный клюв.

## Ареал и подвиды
Обитает в низменных частях Новой Гвинеи, а также на прилежащих островах: Салавати, Япен, Батанта и Вайгео.
Несмотря на то, что Международный союз орнитологов не выделяет подвидов, некоторые учёные рассматривают четыре подвида:
- Ailuroedus buccoide buccoides — встречается в западной части Новой Гвинеи, включая острова Вайгео, Батанта и Салавати.
- Ailuroedus buccoide geislerorum — северная часть Новой Гвинеи, остров Япен.
- Ailuroedus buccoide cinnamomeus — южная часть Новой Гвинеи
- Ailuroedus buccoide stonii

## Образ жизни
Встречается парами или небольшими семейными группами. Территориальный вид, активно защищает свою территорию от других птиц своего вида. Питается фруктами, ягодами, семенами, почками, цветами, а в период размножения насекомыми и мелкими беспозвоночными. Образует моногамные пары. Размножаться может в любое время года, при условии достаточного количества пищи. Чашеобразное гнездо строит самка в середине папоротника или кустарника. В гнезде от одного до трёх яиц кремово-белого цвета. В течение трёх недель яйца насиживает самка.